# Philón (szobrász)
Philón (Φίλων, i. e. 4. század) görög szobrász.
Idősebb Plinius közli róla, hogy bronzszobrász volt, és Nagy Sándor megbízásából elkészítette a Héphaiszteion szobrait Athénban. 